# Oldsmobile Six
Der Oldsmobile Six war ein PKW der oberen Mittelklasse, der von 1913 bis 1915 von Oldsmobile, einer Marke von General Motors, gebaut wurde. In diesen Jahren war der Nachfolger des Limited das Spitzenmodell der Marke. 1917 wurde nach einem Jahr Pause wieder ein Oldsmobile Six aufgelegt, der allerdings wesentlich kleiner war und nun als Einstiegsmodell fungierte, bis 1921 das Modell 43A diese Rolle übernahm. Einen Sechszylinder gab es danach erst 1932 wieder mit dem Modell 30.

## Modelle Jahr für Jahr

### Modelle 53, 54 und 55 (1913–1915)
Während der Limited ein Luxuswagen mit über 11 Litern Hubraum war, wurde der neue Six Serie 53 des Jahres  1913 als preisgünstiger Wagen vermarktet. Nichtsdestoweniger besaß er aber einen Reihensechszylindermotor mit 6227 cm3 Hubraum, der für die Zeit vor dem Ersten Weltkrieg ansehnliche 50 bhp (37 kW) entwickelte. Die Motorleistung wurde über eine Lederkonuskupplung, ein Dreiganggetriebe mit Schalthebel rechts außen und eine Kardanwelle an die Hinterräder übertragen. Die Hinterräder mit Holzspeichen wurden mechanisch über Trommeln und Außenbänder gebremst.
Die Wagen waren als 4-türige Tourenwagen mit fünf bis sieben Sitzen, 4-türige Phaetons und 4-türige Limousinen erhältlich. 1914 wurden die Fahrzeuge fast unverändert als Modell 54 angeboten. Der Motor war allerdings vergrößert worden und schöpfte aus 7325 cm3 Hubraum ebenfalls 50 bhp (37 kW). Der Radstand war um 3″ auf 3353 mm geschrumpft.
1915 wurde der Radstand des Modells 55 wieder um 6″ auf 3531 mm vergrößert und der Platz des Fahrers wechselte von der rechten auf die linke Fahrzeugseite. Das Dreiganggetriebe war nun mit Mittelschaltung versehen. Nur noch der siebensitzige Tourenwagen wurde angeboten.
1913 entstanden ca. 500 Exemplare des Six, 1914 waren es etwa 1000 Stück. 1915 wurden nur noch 114 Luxustourer hergestellt.

### Modelle 37, 37A und 37B (1917–1921)
Nach einem Jahr Pause wurde der Six 1917 als Modell 37. wieder aufgelegt. Dieses Modell war aber wesentlich kleiner als de Vorgänger zwei Jahre früher. Er besaß einen Reihensechszylindermotor mit 2901 cm3 Hubraum, der 44 bhp (32 kW) entwickelte. Ansonsten war technisch alles beim Alten geblieben. Da sonst nur noch das Achtzylindermodell Light Eight angeboten wurde, war der Six in diesem Jahr das Einstiegsmodell.
Neben einem 4-türigen Tourenwagen gab es noch einen 2-türigen Roadster, ein 2-türiges Coupé und eine 4-türige Limousine.
1918 kam zu dieser Aufbaupalette noch ein 2-türiges Cabriolet dazu, das im Folgejahr allerdings wieder verschwand. 1919 wurde das Modell 37A herausgebracht, das allerdings keine Unterschiede zum Modell 37 zeigte. 1920 wurden nur die offenen Wagen (Roadster und Tourenwagen) als Modell 37A bezeichnet, während die Limousine und das Coupé als Modell 37B angeboten wurden. 1921 hießen alle Aufbauten wieder Modell 37.
Insgesamt entstanden von den Modellen 37/37A/37B in 5 Jahren 59.938 Stück. Danach verschwanden die Sechszylinder wieder für ein Jahr aus dem Oldsmobile-Programm, um 1923 als Modell 30A wiederzukehren.